# Cartel de Bogotá
El Cartel del Dorado fue una organización criminal colombiana que estuvo activa entre 1970 y 2010 bajo diferentes jefes.
En las décadas de 1980 y 1990, el cartel de Bogotá suplía de narcotraficantes al cartel de Medellín. Había colaboración mutua y varios de los miembros del cartel de Bogotá pasaron a formar parte de las estructuras del cartel de Medellín.
Uno de los más prominentes líderes del cartel de Bogotá fue el narcotraficante Justo Pastor Perafán, organización que dirigía a la par con el Cartel del Cauca, basado en la ciudad de Popayán. Perafán logró amasar una inmensa fortuna producto del narcotráfico y la creación de empresas para el lavado de activos que se extendían por varios países. Perafán tuvo relaciones narcos tanto con el cartel de Medellín como el de Cali, a pesar de la enemistad entre ambos.

## Integrantes notables
- José Ignacio Aguirre Ardila, alias "El Coronel": Primer jefe del cartel de Bogotá. Trabajaba en asocio con contrabandistas de esmeraldas en Boyacá.[1]
- José Manuel Cruz Aguirre, alias "El Cabezón: Fue dueño del club de fútbol colombiano Deportes Tolima desde los años 70 hasta 1980
- José Jáder Álvarez Moreno: miembro.
- Dagoberto Rodríguez Ramirez, alias "Pecosbill": Narco-guerrillero de Roncesvalles, Tolima. Proveniente de familia esmeraldera, socio y amigo de Pastor Perafán.
- “Próspero”. miembro y líder del cartel de Bogotá, Sin información adicional.
- Alfonso León:[2] delegado del cartel de Bogotá en Europa, basado en España.
- Carlos Ruiz Santamaría, alias el Negro:[2] delegado del cartel de Bogotá en Europa, basado en España.
- Jorge Isaac Vélez Garzón:[3] máximo responsable del cartel de Bogotá en España.
- Gonzalo Rodríguez Gacha, exjefe del cartel de Bogotá. Pasó a ser parte del Cartel de Medellín. Fue abatido por las autoridades colombianas en 1989. Accionista de Millonarios en los años 80.[4]
- Luis Reinaldo Murcia Sierra alias "Doctor Martelo":[5] exjefe del cartel de Bogotá. Fue capturado en 1998.[6]
- Alejandro Bernal Madrigal alias "Juvenal": exjefe del cartel de Bogotá.
- Germán Enrique Rubio Salas:[7] exjefe del cartel de Bogotá. Fue capturado en 2000. Vive en Venezuela desde 2006 con el nuevo nombre de Álvaro Pulido Vargas.[8]
- Hernán Uribe:[7] Miembro. Manejaba las rutas desde Venezuela y Ecuador hacía México y España. Fue capturado en 2000.
- Raúl Humberto Salinas Sierra: Miembro.[5]
- Martha Georgina Bello de Restrepo Toro, alias "La monita":[7] Encargada de manejar el negocio de la droga en Bogotá.
- Camilo Zapata, alias "Darío":[9] miembro del cartel de Bogotá. Fue asesinado en Copacabana, Antioquia en 1993.
- Franklin Gaitán Marentes, alias "Sillas":[10] jefe de sicarios del cartel de Bogotá.
- Gustavo Lozano:[10] líder en el cartel de Bogotá. Murió en 2006 y su estructura de narcotráfico pasó a su sobrino, Julio Lozano.
- Luis Agustín Caicedo Velandia, alias "Don Lucho": líder en el cartel de Bogotá.[10]
- Carlos Alberto Rincón Díaz, alias "Chicharrón":[10] socio del narco Daniel Barrera, alias "Loco Barrera", mantuvo estrechos vínculos con las FARC-EP y grupos paramilitares.
- Julio Alberto Lozano Pirateque: miembro y líder en el cartel de Bogotá, y sobrino de Gustavo Lozano.[10]
- Claudio Javier Silva Otálora.[10]
- Luis Eduardo Méndez Bustos:[10] presunta ficha del cartel de Bogotá en el equipo de fútbol colombiano Independiente Santa Fe, según testigos ligados al narcotráfico.[10] Méndez fue presidente de Santa Fe entre 2004 y 2006 e hizo parte de la organización de Luis Caicedo Velandia. Estuvo preso 70 meses en una cárcel de Estados Unidos por obstrucción a la justicia al darle aviso con antelación a un narco de que iba a ser extraditado a Estados Unidos. Desde 2022 es nuevamente presidente de Santa Fe.